# Ángel Orensanz
Ángel Orensanz (Larués, 11 de febrero de 1940) es un escultor español. 
Ángel Orensanz se estableció en Nueva York a mediados de los ochenta y creó la fundación que lleva su nombre en una antigua sinagoga del Lower East Side.

## Biografía
Ángel Orensanz (Ángel López Orensanz de nacimiento) nació el día 12 de febrero de 1941 en la localidad oscense de Larués, término municipal de Bailo, en la Comarca de la Jacetania. Natural de casa Parris, es el sexto de los siete hijos del matrimonio formado por Pedro López Butía y Alejandra Orensanz Larripa, natural de casa Chuané de Hecho; no obstante, su madre se criaría en la casa del mismo nombre de la pedanía de Santa Lucía, perteneciente al Valle de Hecho. Sus hermanos serán Sebastián, Andrés (ebanista), Antonio (ebanista), Ángel, Aurelio (teólogo, sociólogo y semiótico. Era conocido como Al Orensanz) y Dorita. En la actualidad Ángel es el único de los hermanos vivo.
Orensanz comenzó su vida en su localidad natal dedicándose a tareas agrícolas. Casa Parris era una casa de las denominadas “fuertes” del Pirineo Aragonés, la cual albergaba una cabaña de ganado, así como varias tierras de labor agrícola. La función principal de Ángel en sus comienzos era la de pastorear el ganado en los montes aledaños al pueblo. En este momento Orensanz ya comienza a sentir vinculación con el mundo artístico. Durante sus ratos haciendo de pastor se dedica a realizar pequeñas figuras en madera con su navaja. En este momento de su infancia realizará dos bustos de madera en los que representará a su madre, Alejandra, y a su abuela paterna, María; los bustos son de una gran precisión y parecido con quienes pretendía representar.
En su juventud, en torno a los 13 años de edad, Ángel es enviado a Barcelona, con su tío Gregorio Orensanz para estudiar. Será aquí cuando comience a trabajar en el arte, matriculándose en 1954 en la escuela de arte de la Lonja de Barcelona. En este momento Orensanz se especializará en talla, modelado, ornamentación y dibujo.  Posteriormente su familia se trasladará a Barcelona, como muchas familias de Pirineo, en busca de un futuro mejor.
En 1961, Orensanz conseguirá una beca por parte de la Diputación Provincial de Huesca para estudiar en la Escuela Superior de Bellas Artes de San Jorge. En 1965 conseguiría una beca a nivel nacional para trasladarse a estudiar a París, en École des Beaux Arts, con artistas de reconocido prestigio como Etienne Martin y Cesar Baldaccini.
Con el tiempo, Orensanz se irá consagrando como artista internacional a través de sus obras, sus viajes al extranjero eran constantes, hasta que en 1986 se estableció en Nueva York. En Nueva York adquiere una sinagoga en Lower East Side, edificio de 1849, de los más antiguos de Manhattan donde establece su taller y almacén. En ella establece la sede de su fundación, la “Angel Orensanz Foundation”, la cual tiene como objetivos la divulgación de las obras del artista, así como la realización de todo tipo de eventos culturales; exposiciones, conferencias, difusión de la cultura contemporánea mediante artes visuales…. La fundación cuenta también con producción editorial; edita libros así como una revista propia denominada “Artscape Magazine”. Con el tiempo, Orensanz desplaza su taller a un lugar a un balcón de la sinagoga. Actualmente la planta calle se utiliza para albergar las exposiciones y eventos, siendo el tercer y cuarto piso zona museográfica de las obras de Orensanz.
Actualmente Orensanz reside entre Nueva York y París. 

## Su obra
En sus inicios, Orensanz ya siente en pasión por el arte centrando su imagen en la estatuaria religiosa de la iglesia y ermitas de su pueblo, renacentistas y barrocas. Orensanz comenzará realizando obras en madera, piedra… de tamaña mediano y pequeño; la estatuaria religiosa fue muy poco trabajada por el autor. Pronto pasará a la escultura monumental con su obra "Monumento a los oscenses muertos", realizada en 1963, o la realizada por el homenaje por el centenario del nacimiento de Rubén Darío, conocido como “Niño con estrella”, realizada en 1966. También el “Monumento al Tío Jorge”, inaugurado en 1968 en Zaragoza.
Orensanz se relacionará con el también aragonés Pablo Gargallo, Orensanz realizará obras figurativas con chapas metálicas; ejemplo de ello será su “Monumento a la jota” inaugurado en Albalate del Arzobispo en 1970. También en su “Monumento a la Jacetania”, de 1969, que representará a un peregrino en cuyo cuerpo habrá representaciones en chapa de parajes singulares y aspectos singulares de la Jacetania; la Catedral de Jaca, el Monasterio de San Juan de la Peña, el Santo Grial, el Libro de la Cadena, el esquí…. Mide 7 metros de altura. El “Monumento a Joaquín Costa” de 1978 también pertenecerá a este tipo.
El “Monumento a Luis Buñuel”, realizado entre 2001 y 2003, será otro ejemplo de escultura monumental con planchas de hierro. Esta obra ubicada en Calanda es referente de la amistad que profesaba el autor por el genio calandino.

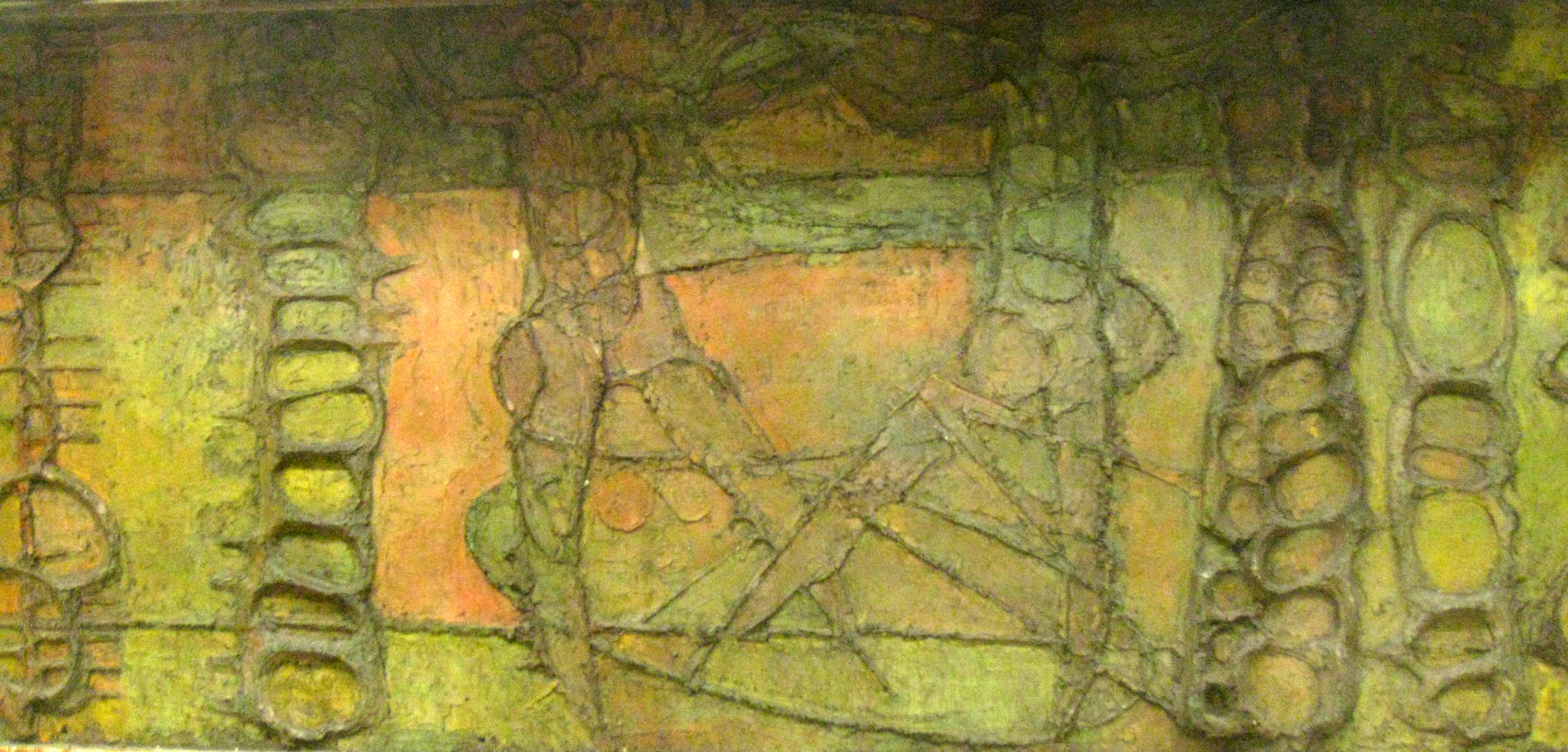
"Ballarins nus" mural realizado en cerámica refractaria ubicado en el Paseo de Gracia en Barcelona.

Orensanz realizará también murales cerámicos, preeminentemente abstractos. Ejemplos de ellos serán el denominado “Wall Scupture” realizado en 1992 y ubicado en el aeropuerto de Barcelona. Habrá algunos de ellos que alberguen en ellos abstracción geométrica como “forma vegetal” realizado en planchas murales de acero en 1973 para un edificio en la Avenida Virgen de Montserrat de Barcelona. La cerámica refractaria también será utilizada por Orensanz; la fachada de la biblioteca de la Universidad Autónoma de Barcelona, realizada en 1972 será ejemplo de ello. Los relieves en cerámica refractaria serán muy frecuentes en este artista. Los murales serán de variada adscripción, siendo muy frecuentes los de carácter informalista.
Con el tiempo las esculturas de Orensanz irán adquiriendo un carácter propio. Orensanz realizará escultura calificable de ambiental, que serán los tótems y los bosques tubulares. Los bosques tubulares serán heredados de la cultura anglosajona. Ejemplo de ello será el “Conjunto Elevado” realizado en acero templado y hormigón, realizado entre 1974 y 1975, en el Paseo María Agustín, en Zaragoza. Los tótems los realizará con figuras cilíndricas de marcada verticalidad.
Orensanz realizará también arte denominado ambiental. Ejemplo de ello serán sus denominadas "surco-esculturas", las cuales se realizarán de manera que se dibujen formas en la tierra creando surcos de considerable magnitud, siendo necesaria su contemplación desde el aire para poder contemplar de manera completa su obra. Así, también realizará formas aplastando hierba o cultivos de campos creando formas diferenciadas. Este tipo de obras serán realizadas sobre todo en la década de los ochenta del siglo XX, en dos veranos consecutivos, escogiendo zonas del Valle de Roncal y lugares del sur de Francia. En 1984 Orensanz volverá a realizar este tipo de representaciones en terrenos áridos próximos al aeropuerto de Zaragoza. En el otoño de 1984 realizará grafismos en las paredes rocosas del pantano de Arguis; siendo otro ejemplo de arte ambiental.
En 1996 fue inscrito por la Academia Internacional de Arte Moderno de Roma en su Albo d’Orojunto junto con Chillida, Manzù y Henry Moore; en 2001, la Bienal de Arte Contemporáneo de Florencia dedicó un homenaje a toda su obra, y un año después fue galardonado en España con la Medalla de Oro de la Academia de Bellas Artes.
Ha llegado a poner sus esculturas en el Estudio 54, Holland Park de Londres, el Roppongui de Tokio, la Plaza Roja de Moscú y Central Park.

## Obras Destacadas

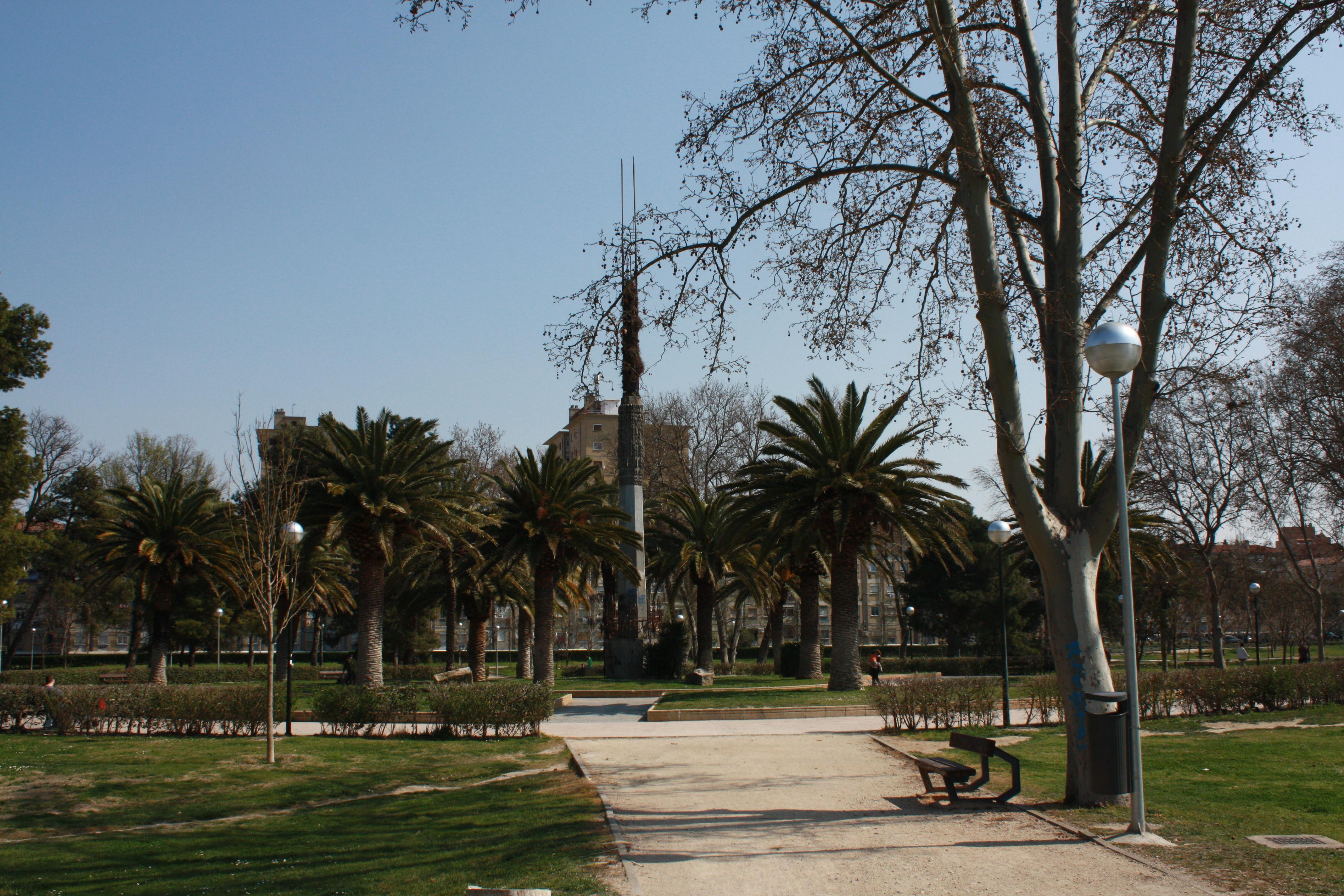
Monumento al Tío Jorge (1968). Parque del Tío Jorge, Zaragoza

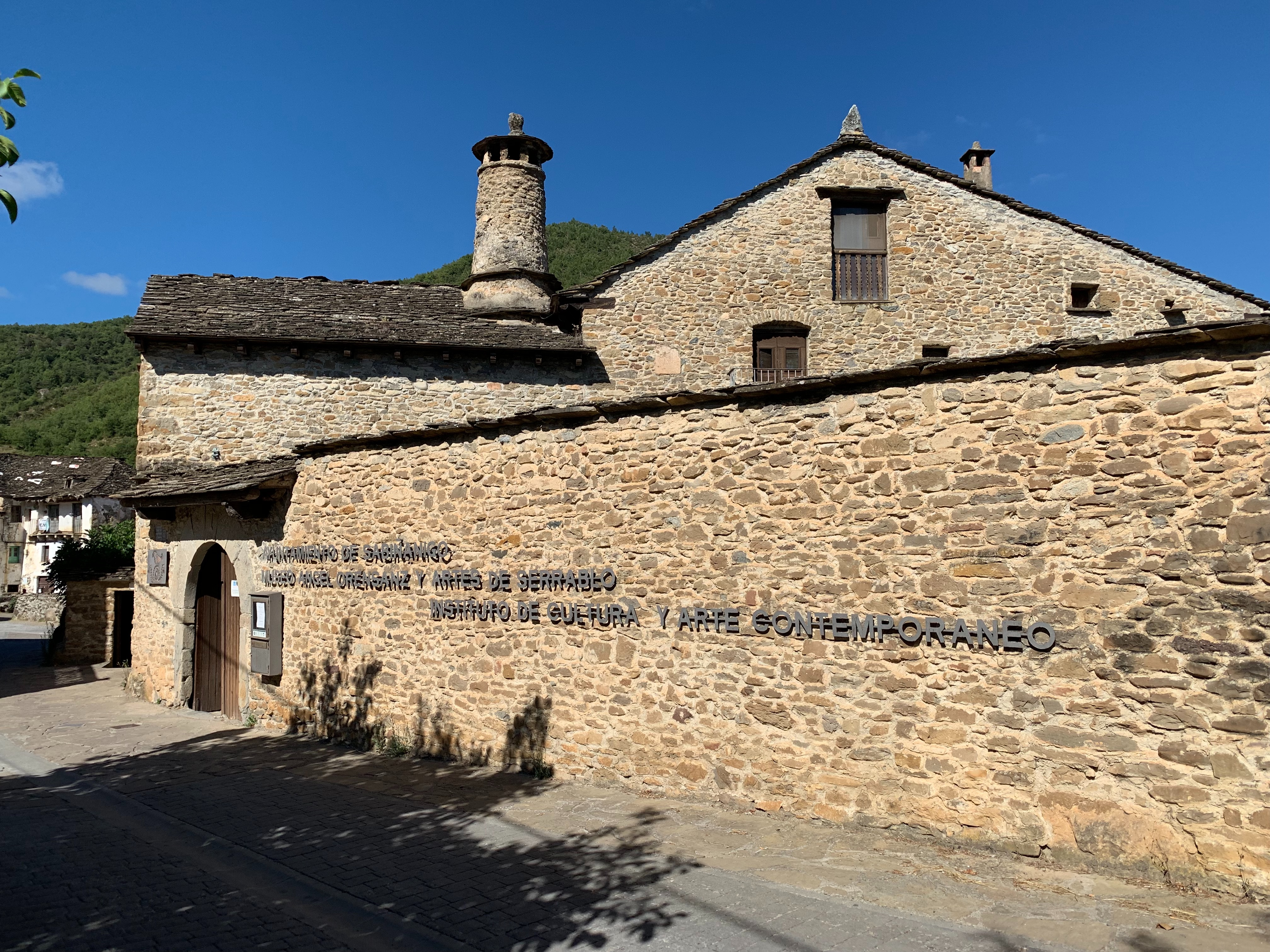
Museo Ángel Orensanz y Artes del Serrablo

- "Monumento a los oscenses muertos"  (1963)
- ''Niño con estrella''   (1966)
- “Monumento al Tío Jorge”  (1968)
- “Monumento a la Jacetania”  (1969)
- "Monumento a la Jota”  (1970)
- “Monumento a Joaquín Costa”  (1978)

## Curiosidades
Se pueden ver sus obras en lugares inhóspitos del Alto Ebro y el Pirineo Aragonés; ejemplo de ello serán las existentes en su localidad natal, la cual no supera los 40 habitantes. Le encanta contrastar su arte con la adversidad y braveza del entorno. Sitúa esculturas en la nieve y en el agua e incluso, en ocasiones, les prende fuego o las hace volar por los aires con dinamita mientras son grabadas.
El Museo Ángel Orensanz y Artes del Serrablo cuenta con varias obras suyas. La casa en la cual se ubica el museo fue comprada por Orensanz en 1979, fue restaurada y musealizada por la asociación "Amigos del Serrablo", y tomada por el Ayuntamiento de Sabiñánigo con el compromiso de su mantenimiento y funcionamiento. Este museo recoge los modos de vida tradicionales de la zona, reservando una amplia sala de la primera planta para la obra Orensanz, centrada especialmente en sus típicos tubos de hierro soldados. También habrá paneles fotográficos que representen sus obras y premios.
Desde el año 2002, y cada 10 de abril, Nueva York celebra el "Angel Orensanz Day", privilegio concedido al artista por el ayuntamiento de esta ciudad, siendo el único español en haber conseguido este privilegio.
En mayo de 2022 fue galardonado, junto con su fundación en los Premios Jábega, en el Centro Pompidou Málaga como reconocimiento a su labor cultural y trayectoria internacional.
Ángel Orensanz será en 2022 anfitrión de la New York Fashion Week by The Society, la cual se celebrará entre los días 8 y 11 de septiembre de 2022. Durante estas jornadas se presentarán las colecciones de primavera y verano de los principales diseñadores. En febrero de 2022 ya se llevaron a cabo desfiles en la sinagoga, sede de la Ángel Orensanz Foundation.